# 基輔蛋糕
基輔蛋糕（羅馬化：tort "Kyivskyi"）是一种甜點蛋糕，自1956年12月6日起由卡尔·马克思糖果厂在烏克蘭基輔生产 ，该厂现为基輔如勝糖果厰，是如胜公司的子公司。在50年代開始銷售以來，基輔蛋糕很快在整个苏联流行起来。